# Das Haus in der Karpfengasse
Das Haus in der Karpfengasse [La casa en el callejón de Praga] es una película alemana de 1963, dirigida por Kurt Hoffmann y protagonizada por Edith Schultze-Westrum y Wolfgang Kieling. El guion de Gerd Angermann se basa en la novela homónima del escritor judío austro-israelí Moscheh Ya'akov Ben-Gavriêl. En la República Federal de Alemania la película en blanco y negro se estrenó en el cine el 12 de marzo de 1965. Anteriormente, ya había aparecido en la televisión de la Organización de la Radiotelevisión Pública de Alemania (ARD, por sus siglas en alemán), dividida en tres partes, cada una de ellas emitida en una tarde. La cadena Westdeutscher Rundfunk de Alemania occidental asumió tres cuartas partes de los costes de la película.

## Argumento
El término Karpfengasse que se menciona en el título hace referencia a un callejón ubicado en el antiguo barrio judío de Praga. El edificio con el número 115 alberga en sus tres plantas a una gran variedad de personas: checos, alemanes y muchos judíos. Sin embargo, una nueva y terrible era comienza para todos ellos cuando las fuerzas armadas de la Alemania nazi, la Wehrmacht, invade la República Checa el 15 de marzo de 1939 y proclama el Protectorado de Bohemia y Moravia.
La señora Kauders, viuda y de ascendencia judía, quiere visitar a su “hijo pródigo” en Brasil. No obstante, las investigaciones que se llevan a cabo sobre ella, las innumerables visitas a las autoridades nazis y el mal trato que recibe, agotan sus últimas fuerzas hasta que se desmorona. Karl Marek, un librero de la antigua región alemana de Bohemia, un tanto torpe y apolítico, pierde la cabeza cuando su mujer empieza a engañarlo con un teniente, también de etnia alemana, hasta que un día decide abandonarlo poniéndose del lado de los nuevos líderes del país. Las familias Lederer y Laufer, estrechamente vinculadas por ser las propietarias de una tienda de artículos de papelería al por mayor, han de separar sus caminos: el matrimonio Laufer consigue salir del país en el último momento; su socio, que no se decide a emigrar, prende fuego al local y muere entre las llamas.
El matrimonio Mautner, él un cínico y ella una enferma de histeria, emprende un viaje al exilio. Tampoco soplan buenos vientos para el administrador de fincas alemán Glaser y su hijo, uno miembro del partido y el otro de las SA. Las acciones del pasado (el padre tiene un hijo ilegítimo con una judía) y el impertinente oportunismo del hijo (apaleado en la reyerta que tuvo lugar después del mitin de Hitler en la cervecería Hofbräuhaus de Múnich) los priva de poder sentir satisfacción ante la nueva situación política. Božena, la hija checa del casero, forma parte de un grupo de resistencia. Su final también es trágico: es detenida durante las manifestaciones del 27 de octubre y, junto con otras personas, afronta un destino incierto.

## Producción
El rodaje de Das Haus in der Karpfengasse se llevó a cabo en los Estudios Barrandov de Praga desde el 23 de octubre de 1963 hasta el 17 de diciembre del mismo año. Se trata de la única incursión del director de cine de entretenimiento Hoffmann en el cine de autor. La película se estrenó en el canal televisivo de la ARD y se emitió los días 7, 9 y 11 de marzo de 1965 en tres episodios. La versión que llegó a los cines el 12 de marzo de 1965 había sido acortada en 46 minutos, en la República Democrática Alemana se estrenó el 14 de mayo de 1965. 
Helmut Schmid, marido de la actriz Lilo Pulver, interpretó un papel secundario, y fue también ayudante de dirección de Hoffmann. 

## Crítica
El periódico alemán Der Spiegel escribía en la página 128 de su reseña del 24 de marzo de 1965 lo siguiente: "La película, basada en la novela homónima del escritor israelí Ben-Gavriêl, es uno de los pocos dramas alemanes de posguerra que aborda el porvenir de los judíos durante la época nazi. Kurt Hoffmann, quien dirigió también ¡Hurra! ¡Yo soy papá! (1939), tuvo dificultades para encontrar distribuidor durante mucho tiempo, a pesar de que el guion había sido premiado. En ese momento la ambiciosa productora y distribuidora Neue Filmform Heiner Braun se encargaba de difundir imágenes reales del pasado nazi y de las SS. La realización de la película sólo fue posible gracias a la financiación de la cadena alemana Westdeutscher Rundfunk, de ahí que se emitiera, incluso antes de su estreno en cines, en la televisión en tres episodios durante la Semana de la Hermandad. La dureza de las escenas sobre el siempre trágico destino de los habitantes judíos de Karpfengasse sólo tiene un defecto de forma: la calle de la película no es la verdadera Karpfengasse de Praga, sino que se rodó en la Meiselgasse".

Según la revista digital Film-Dienst: "La película de Kurt Hoffmann, rodada en Praga, carece desde el inicio de la plasticidad de la novela. Aunque hay unas pocas tomas documentales que ofrecen los sucesos de fuera, en la película no se presenta a todos los habitantes del edificio. Más tarde se presenta a algunos. Esto dificulta la visión y relación de conjunto. Por eso, entender el funcionamiento del perverso sistema es más bien casual y sirve para preparar el suspense de la detención de la hija del casero, Božena, miembro de un grupo de la resistencia.(…) Sin embargo, el mérito de Kurt Hoffmann no se debe infravalorar. Con una extraordinaria empatía profundiza en el ambiente y la mentalidad de los habitantes de la Karpfengasse de Praga, y consigue que la línea entre los crueles opresores y los oprimidos, demasiado humanos, no se desdibuje en ningún momento. El espíritu de la novela de Ben-Gavriêl se mantiene intacto. Sin embargo, la película acorta considerablemente el contenido del libro, da por supuestas muchas de las circunstancias históricas y sociológicas para que resulte atractiva al público general. Por ello, resulta difícil para los jóvenes entenderla sin una explicación previa. En los últimos años, la producción alemana de largometrajes no ha mostrado nada parecido, donde pueda reconocerse una relación tan fuerte con el objetivo planteado. Sólo por esta razón, e independientemente de sus debilidades artísticas, la película merece formar parte de la lista anual de las mejores películas.
"Aunque la puesta en escena no logra siempre la coherencia artística, la película vale la pena por la sensibilidad hacia el país y su gente". DICCIONARIO DE CINE INTERNACIONAL
"Kurt Hoffmann adaptó sorprendentemente bien la novela de Ben-Gavriêl. A pesar de algunos puntos débiles, la obra puede calificarse como una importante contribución a la reconciliación con nuestro pasado." EVANGELISCHER FILMBEOBACHTER

## Nominaciones y premios
El galardón Filmband in Gold, uno de los más importantes del gobierno de la RFA, se repartió el 27 de junio de 1965 del siguiente modo:
- Das Haus in der Karpfengasse, premio al mejor largometraje, dotado con 350.000 marcos alemanes.
- Kurt Hoffmann en la categoría de mejor director.
- Gerd Angermann en la categoría de mejor guionista.
- Jana Brejchová en la categoría de mejor actriz protagonista.
- Zdeněk Liška en la categoría de mejor banda sonora.

Edith Schultze-Westrum también fue nominada a este premio.
- Inclusión en la lista anual de las mejores películas de la Liga Católica de Cine y Televisión.
- Mejor película del mes del Gremio de Cine Protestante.
- El Centro de Calificación Cinematográfica de Wiesbaden concedió a la película la calificación de "especialmente valiosa".[6]